# Морской Чулек
Морско́й Чуле́к — хутор в Неклиновском районе Ростовской области.
Входит в состав Синявского сельского поселения.

## Галерея

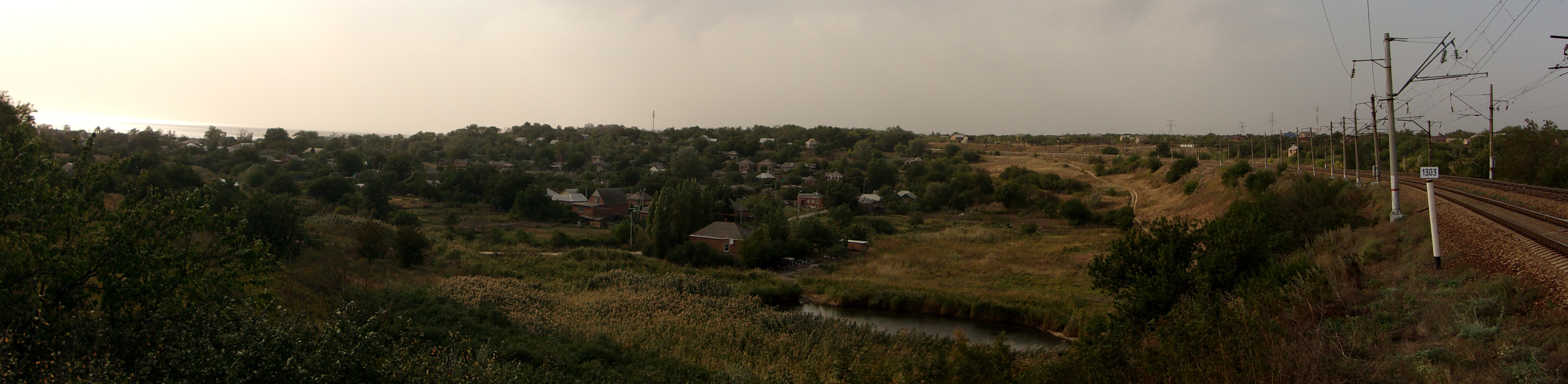
Панорама хутора

## Население
| 2010 |
| ---- |
| 964  |

## Улицы
| - пер. А. Дьячковой, - ул. Береговая, - пер. Горный, - пер. Дачный, - ул. Железнодорожная, | - ул. Заречная, - ул. Звёздная, - пер. Зелёный, - пер. Клубный, - ул. Красногвардейская, | - пер. Мирный, - ул. Молодёжная, - ул. Советская, - пер. Цветочный, - ул. Шведкова. |